# Legie (námořní loď)

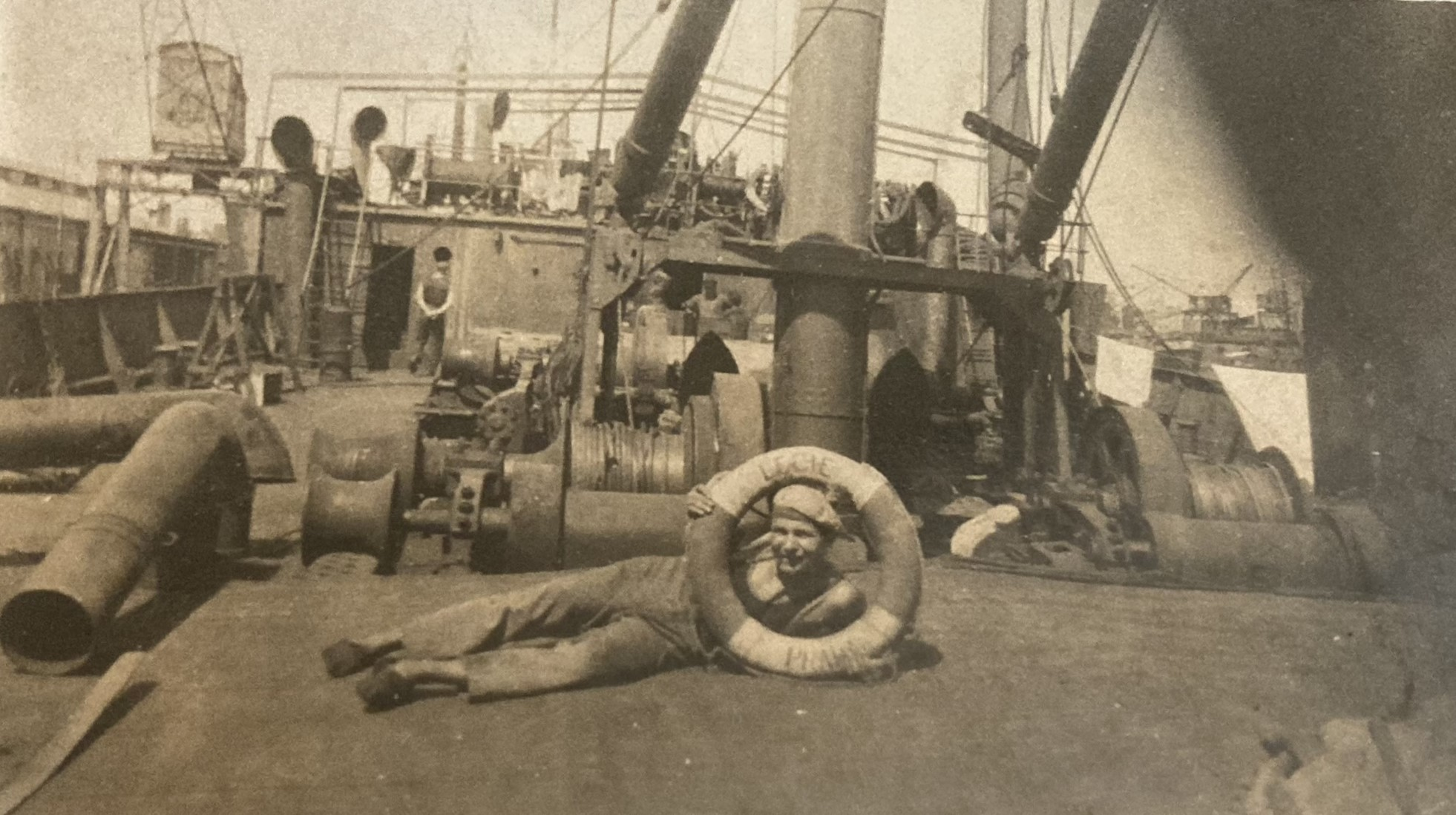
Námořník na palubě lodi Legie (asi 20. léta 20. století)

Legie byla československá civilní námořní transportní loď, první námořní plavidlo pod československou vlajkou. Byla postavena roku 1920 v Japonsku, v loděnicích Učida v Jokohamě, a zakoupena československým Ministerstvem národní obrany, částečně z prostředků Legiobanky, především aby pod velením kapitána Josefa Holuba dopravila na 1000 legionářů z Vladivostoku do Evropy. Roku 1933 byla prodána řecké rejdařské firmě a během druhé světové války byla pak 9. března 1942 potopena německou ponorkou v Atlantském oceánu.

## Historie lodě
Loď určenou pro přepravu kusového materiálu vyrobili v loděnicích Učida v japonském přístavu Jokohama a byla pokřtěna názvem Taikai Maru. Poháněna byla parním strojem. Pod japonskou vlajkou absolvovala jedinou plavbu.

### Legie
Roku 1920 zakoupil v Kóbe loď z pověření Ministerstvem národní obrany ČSR a ředitele Banky československých legií Františka Šípa Josef Holub, námořní kapitán, za částku 45 219 763 francouzských franků (cca 40 milionů Kčs). Její název byl změněn na Legie a stala se tak první námořní lodí pod československou vlajkou. Kapitánem se stal Holub, jeho prvním důstojníkem byl Václav Voseček, spolu s Holubem někdejší člen rakousko-uherského loďstva. Následně pod Holubovým velením odplula do Vladivostoku, kde byl Václavem Girsou, V. Houskou a Vladimírem Hurbanem dokončován evakuační plán jednotek do vlasti námořní cestou. Vojska československých legií byla po uzavření separátního míru Ruska s mocnostmi Spolku pro návrat do vlasti nucena podstoupit tzv. Sibiřskou anabázi a vrátit se do posléze vzniknuvšího Československa přes Vladivostok a následně mořskou cestou kolem Asie do Evropy. Legionáři byli již dříve zásobováni dodávkami materiálu vypravenými z Terstu na palubách japonskými plavidly Šunko Maru a Liverpool Maru.
Ve Vladivostoku nalodila jeden z posledních transportů, přibližně tisíc legionářů, a po zásobovacích zastávkách v přístavech Karatsu, Singapuru a Colombu, a proplutí Suezským průplavem dorazila koncem října 1920 do Terstu. Roku 1921 Holub odešel z československého loďstva a velení lodi se ujal Václav Woseček, jedním z jeho důstojníků se stal Jan Hakl, akademický malíř a pozdější kapitán. Loď následně sloužila jako plavidlo Československého obchodního loďstva, později provozována společně s rejdařstvím HAPAG v Hamburku. Jako kadeti na lodi sloužili Bedřich Stožický, Jakub Frey, Bohumil Klos a Klement Benda, z nichž někteří působili u Československého obchodního loďstva i v dalších desetiletích jako námořní důstojníci.

### První dálkové vyšetření
Během plavby roku 1930 zachytila Legie pod Haklovým velením volání z amerického parníku City of Klint, které informovalo o pacientovi s neznámou chorobou. Lodní lékař MUDr. Ivan Roubal byl schopen pacienta prostřednictvím telegrafního spojení vyšetřit, čímž uskutečnil vůbec první vyšetření na dálku. Tento čin vstoupil do námořní historie a je společně s dalšími podobnými činy zmíněn ve vestibulu Střediska pro poskytování pomoci na moři v Římě.

### Prodej a potopení
S nástupem Velké hospodářské krize bylo upuštěno od aktivit československého námořního obchodu a loď byla roku 1933 prodána řecké rejdařské firmě Pateras a přejmenována na Lily.
Loď se během druhé světové války zapojila do zásobovacích konvojů Spojenců. Při plavbě z Belfastu do Halifaxu v Quebecu byla 9. března 1942 zasažena torpédem německé ponorky U 587, jižně od kanadského ostrova Newfoundland. Loď se potopila během šesti minut, z 32 členné posádky zahynuli tři muži. Trosečníky zachránila 13. března kanadská korveta HMCS Sackville.